# Instituto Alavés de Arqueología
El Instituto Alavés de Arqueología es una asociación sin ánimo de lucro que tiene como objeto la investigación y difusión del patrimonio arqueológico de Álava. Si bien fue 1978 el año en que tomó forma legal como asociación, su andadura dio comienzo varias décadas antes. En este sentido, se considera que su verdadero origen data del año 1957, fecha en que, englobado aún dentro del paraguas institucional del Consejo de Cultura de la Diputación Foral de Álava, comenzó su trabajo colaborativo y continuado un mismo grupo de investigadores e investigadoras que sería el que, a la postre, daría pie a la citada entidad creada en 1978.

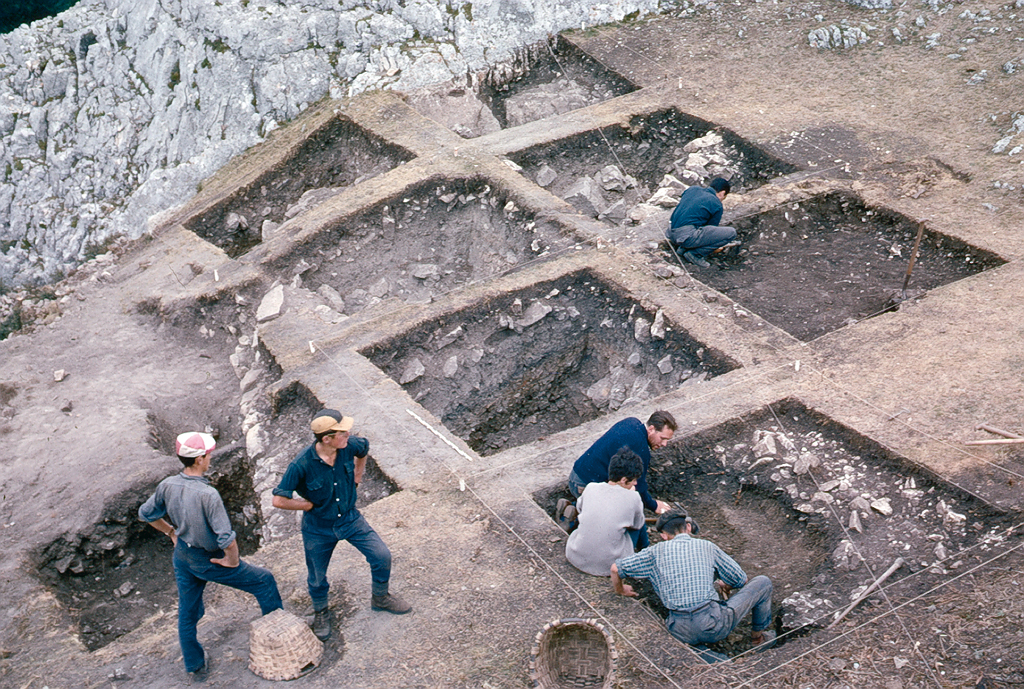
Excavación del Instituto Alavés de Arqueología en el Castro de las Peñas de Oro (años 1964-66)

## Historia

### Segunda mitad delsigloXX
Hacer un repaso de la historia del Instituto Alavés de Arqueología durante es período es casi tanto como hacer un repaso de la toda la arqueología alavesa en esos tiempos. Hay que tener en cuenta que hasta finales de la centuria no empezaron a actuar las empresas de arqueología tal y como hoy se conciben, y también que, hasta la creación de la Universidad del País Vasco, los trabajos arqueológicos promovidos desde instancias académicas eran contados. En síntesis, se puede afirmar que la mayoría de las investigaciones por entonces surgían del tandem formado por el Museo de Arqueología de Álava y el propio Instituto. Esto no implica que nunca en absoluto pudieran intervenir otro tipo de actores o colaboradores.

### Excavación del yacimiento de La Hoya (Laguardia)
Acaso la intervención arqueológica más representativa de este período fue la que se realizó en el poblado protohistórico de La Hoya. En este sentido, si bien no se puede dejar de señalar que las primeras actuaciones en este yacimiento se produjeron ya durante de la década de los 50, hay que decir que su verdadera apertura en extensión no se produjo hasta que el Instituto, en 1973 y bajo la dirección Armando Llanos, inició unos trabajos de excavación por campañas anuales que prosiguieron hasta el año 1989. El lugar en cuestión es aún hoy día visitable y cuenta con un centro de interpretación que permite conocer cómo se desarrolló la intervención y cuáles fueron los hallazgos que se realizaron.   

## Estudios de Arqueología Alavesa.
Uno de los frutos que mejor representa la actividad de este instituto (en cuanto que aúna en sí aquellos que son sus principales objetivos, la investigación y la divulgación), es la publicación periódica de la revista 'Estudios de Arqueología Alavesa'. Coeditada con la Diputación Foral de Álava, su primer número salió de imprenta el año 1966, mientras que el último (hasta la fecha) fue editado en 2017. Desde el año 2002 el soporte de esta publicación dejó de ser el impreso, pasando desde entonces al formato digital. Con todo, hoy día se contabilizan un total de 28 números. Los artículos que acoge entre sus páginas son de corte científico y están centrados en las indagaciones arqueológicas que han tenido y tienen lugar dentro del territorio de Álava (incluyendo también el ámbito de Treviño).

## Carta Arqueológica de Álava

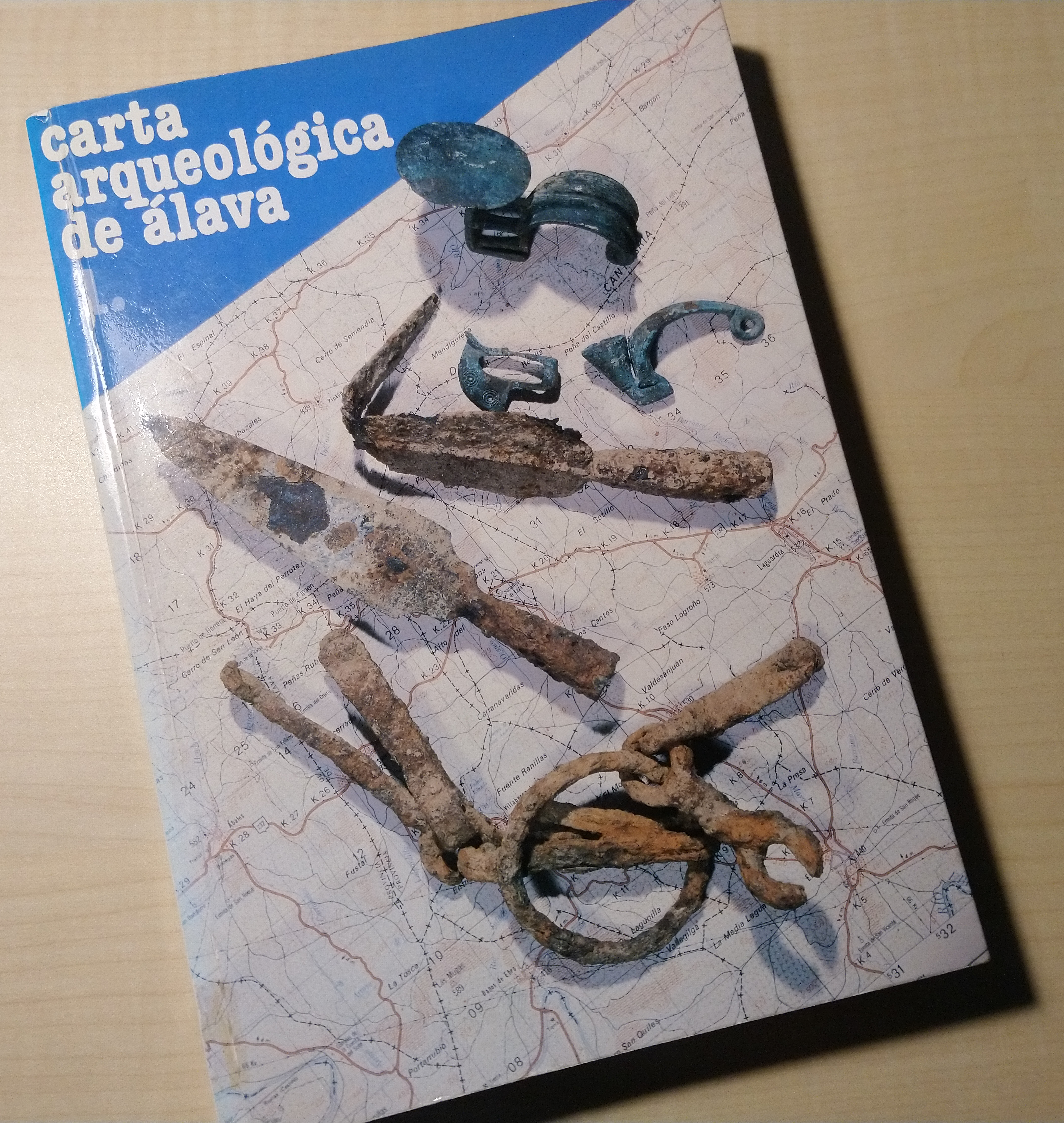
Portada de la Carta arqueológica de Álava (año 1987)

Si bien la Diputación Foral de Álava no procedió a publicarla hasta el año 1987, los trabajos emprendidos desde el instituto (y bajo la dirección de Armando Llanos) para confeccionar la Carta Arqueológica de Álava, se remontan a finales de la década de los 60. Hablamos de un documento cuya finalidad es la de recoger, de un modo exhaustivo, las principales informaciones relativas a los todos yacimientos y localizaciones arqueológicas del territorio alavés. Esta carta se fundamentó sobre una base de datos informatizada que abarcaba los, aproximadamente 1600, enclaves arqueológicos conocidos en Álava hasta 1984. Todos ellos se enmarcan dentro de un arco cronológico que va desde la Prehistoria hasta la Edad Media. 